# Patrice Pellerin
Patrice Pellerin (Brest, 2 november 1955) is een Frans striptekenaar.

## Levensloop
Pellerin werd geboren als zoon van een Franse prefect die nooit lang in hetzelfde gebied bleef. Hij woonde in tientallen steden alvorens zich in Landivisiau te vestigen. In 1973 studeerde Pellerin af aan de kunstacademie van Reims. Hij werkte een tijd in een tekenfilmstudio in Reims en bij Pierre Joubert, een bekende Franse illustrator die de tekeningen in boeken als Jungle Boek van Rudyard Kipling en Schateiland van Robert Louis Stevenson verzorgde.
Vanaf 1977 ging hij aan de slag als illustrator van historische schoolhandboeken. Na het overlijden van Jijé vroeg Jean-Michel Charlier hem in 1982 als tekenaar voor de stripreeks Roodbaard. Dit was de start van een carrière als realistisch striptekenaar.
Zijn eerste twee stripverhalen tekende hij in de reeks Roodbaard, naar scenario's van Jean-Michel Charlier. 
Voor de stripreeks De Onthoofde Arenden schreef hij de eerste drie scenario's en werkte hij samen met tekenaar Jean-Charles Kraehn.

Na het overlijden van Charlier in 1989 begon hij aan een nieuw album van Roodbaard in de veronderstelling dat hij de reeks zou mogen overnemen. Door een geschil om de rechten herwerkte Pellerin zijn scenario en creëerde zijn eigen serie De Havik, waarvoor hij de scenario's én tekeningen verzorgde. De eerste cyclus van het verhaal in deze serie werd in 2005 afgerond met het album De tranen van Tlaloc.
Patrice Pellerin werkt in een traag tempo aan De Havik-reeks. Dit komt door zijn  perfectionistische manier van tekenen. De figuren en decors moeten altijd stipt en historisch accuraat op de pagina’s staan. Zo ensceneert Pellerin geregeld scènes uit zijn verhaal aan de hand van maquettes en poppetjes om fouten te vermijden in zijn tekenwerk. De platen die hij tekent komen tot stand via monnikenwerk. Hierdoor zijn sinds 1994 slechts tien albums in de reeks verschenen.

### Roodbaard (Barbe-Rouge)
- 1983 - Zwendel in ebbenhout (Trafiquants de bois d'ébène)
- 1987 - Opstand in Jamaica (Les révoltés de la Jamaïque)

### De Onthoofde Arenden (Les Aigles décapités)
- 1989 - Nacht van de troubadours
- 1989 - De erfgenaam zonder naam
- 1989 - De gulden sporen

### De Havik (L'Épervier)
- 1994 - De overledene van kermellec (Le Trépassé de Kermellec)
- 1995 - De rots van de schedel (Le Rocher du crâne)
- 1997 - Storm over Brest (Tempête sur Brest)
- 1999 - Aan boord gegijzeld (Captives à bord)
- 2001 - De schat van de Mahury (Le Trésor du Mahury)
- 2005 - De tranen van Tlaloc (Les Larmes de Tlaloc)
- 2006 - Geheim archief - 1 (L'Épervier : Archives Secrètes)
- 2009 - De Missie
- 2013 - Kaapvaarder voor de koning
- 2016 - Kelder de Medusa!
- 2021 - De indiaanse prinses

- Biblioteca Nacional de España: XX1156289
- Bibliothèque nationale de France: cb119189819 (data)
- Gemeinsame Normdatei: 1041657218
- International Standard Name Identifier: 0000 0001 2117 8455
- Library of Congress Control Number: n84151845
- Nationale Bibliotheek van Israël: 987007396875605171
- Nederlandse Thesaurus van Auteursnamen: 070242666
- Système universitaire de documentation: 027062910
- Virtual International Authority File: 2475276